# العلاقات النيجرية الطاجيكستانية
العلاقات النيجرية الطاجيكستانية هي العلاقات الثنائية التي تجمع بين النيجر وطاجيكستان.

## مقارنة بين البلدين
هذه مقارنة عامة ومرجعية للدولتين:
| وجه المقارنة                                              | النيجر          | طاجيكستان                          |
| --------------------------------------------------------- | --------------- | ---------------------------------- |
| المساحة (كم2)                                             | 1.27 مليون      | 143.10 ألف                         |
| عدد السكان (نسمة)                                         | 21.48 مليون     | 8.92 مليون                         |
| الكثافة السكانية (ن./كم²)                                 | 16.91           | 62.33                              |
| العاصمة                                                   | نيامي           | دوشنبه                             |
| اللغة الرسمية                                             | لغة فرنسية      | اللغة الطاجيكية                    |
| العملة                                                    | فرنك غرب أفريقي | ساماني طاجيكي، الروبل الطاجيكستاني |
| الناتج المحلي الإجمالي (بليون دولار)                      | 8.12 مليار      | 7.15 مليار                         |
| الناتج المحلي الإجمالي (تعادل القوة الشرائية) بليون دولار | 19.01 مليار     | 24.03 مليار                        |
| الناتج المحلي الإجمالي الاسمي للفرد دولار أمريكي          | 358             | 925                                |
| الناتج المحلي الإجمالي للفرد دولار أمريكي                 | 938             | 2.69 ألف                           |
| مؤشر التنمية البشرية                                      | 0.348           | 0.624                              |
| رمز المكالمات الدولي                                      | +227            | +992                               |
| رمز الإنترنت                                              | .ne             | .tj                                |
| المنطقة الزمنية                                           | ت ع م+01:00     | ت ع م+05:00                        |

## منظمات دولية مشتركة
يشترك البلدان في عضوية مجموعة من المنظمات الدولية، منها:
| علم المنظمة | اسم المنظمة                        | تاريخ انضمام النيجر | تاريخ انضمام طاجيكستان |
| ----------- | ---------------------------------- | ------------------- | ---------------------- |
|             | مؤسسة التنمية الدولية              | 24 أبريل 1963       | 4 يونيو 1993           |
|             | مؤسسة التمويل الدولية              | 7 يناير 1980        | 2 ديسمبر 1994          |
|             | منظمة حظر الأسلحة الكيميائية       | ?                   | ?                      |
|             | الأمم المتحدة                      | 20 سبتمبر 1960      | 2 مارس 1992            |
|             | الاتحاد الدولي للاتصالات           | 14 نوفمبر 1960      | 28 أبريل 1994          |
|             | منظمة التعاون الإسلامي             | ?                   | ?                      |
|             | منظمة الشرطة الجنائية الدولية      | ?                   | ?                      |
|             | الاتحاد البريدي العالمي            | ?                   | ?                      |
|             | البنك الدولي للإنشاء والتعمير      | 24 أبريل 1963       | 4 يونيو 1993           |
|             | وكالة ضمان الاستثمار متعدد الأطراف | 10 مايو 2012        | 9 ديسمبر 2002          |
|             | يونسكو                             | 10 نوفمبر 1960      | 6 أبريل 1993           |
|             | الفريق المعني برصد الأرض           | ?                   | ?                      |